# Indução eletromagnética
A indução eletromagnética é o fenômeno que origina a produção de uma força eletromotriz (f.e.m. ou tensão) num meio ou corpo exposto a um campo magnético variável, ou bem num meio móvel exposto a um campo magnético estático. É assim que, quando o dito corpo é um condutor, produz-se uma corrente induzida. Este fenômeno foi descoberto por  Michael Faraday que o expressou indicando que a magnitude da tensão induzida é proporcional à variação do fluxo magnético (Lei de Faraday).
Por outro lado, Heinrich Lenz comprovou que a corrente devida à f.e.m. induzida se opõe à mudança de fluxo magnético, de tal forma que a corrente tende a manter o fluxo. Isto é válido tanto para o caso em  que a intensidade do fluxo varie, ou que o corpo condutor se mova em relação a ele.
Indução eletromagnética é o princípio fundamental sobre o qual operam transformadores, geradores, motores elétricos e a maioria das demais máquinas eléctricas.
Independentemente do tipo de combustível ou fonte de energia usada para gerar energia elétrica, em quase todos os casos é gerada energia mecânica de rotação que é logo usada para gerar eletricidade.
Um exemplo é a energia eólica, uma das fontes de energia renováveis que estão a ser utilizadas para reduzir a contaminação produzida pelos combustíveis fósseis. Portugal é um dos países em que a energia eólica corresponde a uma porcentagem mais elevada da energia elétrica total, com aproximadamente 9%.
O princípio que permite transformar a energia mecânica de rotação em eletricidade é a indução eletromagnética.

## História
Do ponto de vista da evolução da ciência, os trabalhos de Faraday sobre indução eletromagnética, em conjunto com a experiência de Ørsted (físico dinamarquês), conduziram à unificação dos fenómenos elétricos e magnéticos, ou seja, ao eletromagnetismo.

Diagrama do experimento realizado por Michael Faraday. A variação do fluxo magnético na bobina da esquerda induz uma corrente elétrica na bobina da direita.

A indução eletromagnética foi descoberta pelo cientista britânico Michael Faraday em 1831 e de forma independente pelo cientista estadunidense Joseph Henry entre 1831 e 1832. Na primeira demonstração de seu experimento, Faraday envolveu duas regiões opostas de um anel de ferro com fios condutores. Baseando-se em seu entendimento de eletroímãs, ele esperava que, quando a corrente elétrica fluísse em um dos fios, uma espécie de onda viajaria pelo anel de modo a causar um efeito elétrico no lado oposto. Então, ele conectou um fio a uma bateria e o outro a um galvanômetro. Tanto após conectar ou desconectar os fios, ele viu uma corrente transiente, a qual nomeou "onda de eletricidade". A indução se deu devido a uma alteração no fluxo magnético quando a bateria era conectada e desconectada.  Nos próximos dois meses, Faraday descobriu diversas outras manifestações da indução eletromagnética. Por exemplo, ele percebia correntes transientes quando aproximava e afastava rapidamente um imã de uma bobina; ele também descobriu que poderia gerar uma corrente contínua estável ao girar um disco de cobre perto de um imã.(Disco de Faraday).

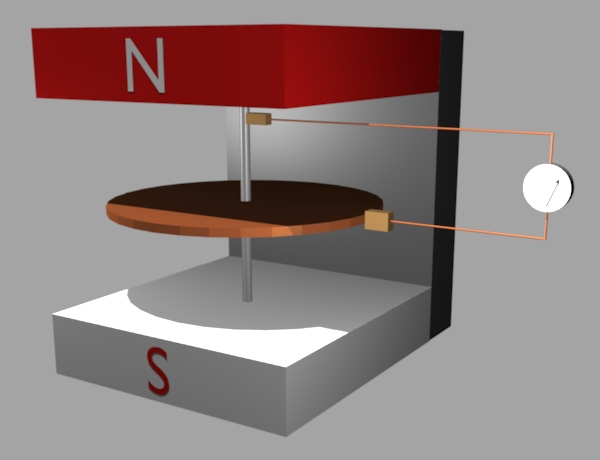
Disco de Faraday básico.

Faraday explicou a indução eletromagnética através do conceito de linhas de força. Contudo, suas ideias foram rejeitadas pela comunidade científica da época devido principalmente à falta de formalização matemática destas. Uma exceção foi James Clerk Maxwell, que utilizou das ideias de Faraday como base para sua teoria eletromagnética. No modelo de Maxwell, o aspecto variante da indução eletromagnética ao decorrer do tempo é exprimido por uma equação diferencial - chamada por Oliver Heaviside de Lei de Faraday - apesar ser formulada um pouco diferente da ideia original de Faraday. A versão da lei formulada por Heaviside é a atualmente reconhecida no grupo das equações de Maxwell.

## Campo elétrico induzido
Consideremos uma barra condutora em movimento dentro de um campo magnético uniforme, {\displaystyle {\vec {B}}}, como se mostra na figura abaixo. Sobre cada partícula com carga {\displaystyle q} dentro do condutor atua uma força magnética:
{\displaystyle {\vec {F}}_{\mathrm {m} }=q\,{\vec {v}}\times {\vec {B}}}

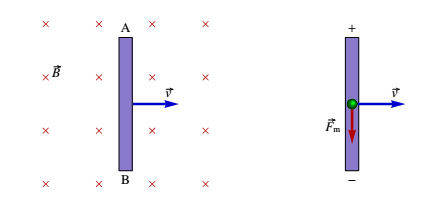
Barra condutora em movimento, dentro de um campo magnético. A força magnética faz acumular cargas opostas nos extremos da barra.

Essa força magnética faz deslocar as cargas de condução no condutor; na situação da figura acima, ficará um excesso de cargas negativas no extremo inferior da barra, e um excesso de cargas positivas no extremo superior, independentemente do sinal das cargas de condução.
Mas se analisarmos o problema do ponto de vista do referencial S', que se desloca com o condutor, nesse referencial o condutor está em repouso e, portanto, não existe nenhuma força magnética sobre as cargas. Como se explica acumulação de cargas nos dois extremos da barra?
O problema está em que a velocidade é uma grandeza relativa, diferente em diferentes referenciais; isso implica que, para que a equação acima seja correta, é preciso alguma condição adicional que defina exclua todos os referenciais, excepto um onde a equação é válida. A segunda lei de Newton implica que as força deve ser invariante, devido a que a aceleração e a massa são invariantes.
O problema resolve-se admitindo que os campos elétrico e magnético não são invariantes. Dois observadores em dois referenciais diferentes observam diferentes valores para os campos elétrico e magnético, mas observam a mesma força eletromagnética:
{\displaystyle {\vec {F}}=q\left({\vec {E}}+{\vec {v}}\times {\vec {B}}\right)}

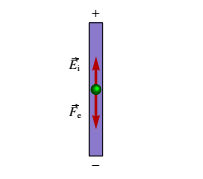
Campo elétrico induzido pelo movimento dentro do campo magnético.

A força eletromagnética é invariante. A primeira equação é válida unicamente num referencial em que o campo elétrico seja nulo. No referencial que se desloca com a barra na figura, deverá aparecer um campo elétrico induzido:
{\displaystyle {\vec {E}}_{\mathrm {i} }={\vec {v}}\times {\vec {B}}}
que produz uma força elétrica igual à força magnética observada no referencial em que a barra se desloca com velocidade relativa {\displaystyle {\vec {v}}}.(figura ao lado)
É como se existisse uma , no condutor, igual à diferença de potencial entre os extremos.
Se o comprimento da barra for {\displaystyle L}, a f.e.m. induzida será:
{\displaystyle \varepsilon _{i}=L\,|{\vec {v}}\times {\vec {B}}|}

## Experiências e análises

### Experiências
Por exemplo, aproximando e afastando um íman de uma bobina de fio de cobre, ligada a um galvanómetro (aparelho que detecta uma corrente elétrica, com base nos fenómenos eletromagnéticos), observa-se a produção de corrente elétrica, ora num sentido, ora noutro, consoante a aproximação ou afastamento do íman.Verifica-se, portanto, que:
- Só se produz corrente elétrica quando o íman se movimenta em relação à bobina de fio de cobre, ou quando a bobina se movimenta em relação ao íman;
- A intensidade da corrente aumenta com a rapidez do movimento do íman em relação à bobina e vice-versa. Depende também do número de espiras e da intensidade da força magnética do íman;
- O sentido da corrente não é o mesmo.

A este fenómeno, que tem muitas aplicações úteis, chama-se indução eletromagnética e à corrente elétrica produzida por indução, dá-se o nome de corrente elétrica induzida. Ao íman chama-se indutor e à bobina, chama-se induzido.

### Análises
Analisando as experiências feitas, Faraday verificou que surgia uma corrente induzida sempre que havia variação de uma grandeza associada ao campo magnético - o fluxo magnético.

## Aplicações
As ondas eletromagnéticas associadas à propagação de um campo magnético variável, estão na base do funcionamento da rádio, da televisão, das comunicações por satélite, etc.